# ブキッ・ビンタン駅
ブキッ・ビンタン駅（マレー語：Stesen Bukit Bintang）は、マレーシアクアラルンプールブキッ・ビンタンにある、ラピドKLの駅。

## 概要
KLモノレールとカジャン線が乗入れ、接続駅となっている。
当駅は路線別で駅名のネーミングライツが購入されており、KLモノレールの駅はエアアジア ブキッ・ビンタン駅(AirAsia-Bukit Bintang) 、スンガイ・ブロー-カジャン線の駅はパビリオン・クアラルンプール ブキッ・ビンタン駅（Pavilion Kuala Lumpur - Bukit Bintang）と呼称される。

## 歴史
- 2003年8月31日 - KLモノレールの駅が開業。
- 2015年10月 - エアアジアがネーミングライツを購入し、エアアジア ブキッ・ビンタン駅(AirAsia-Bukit Bintang) と駅名を変更した[1][2]。
- 2017年7月17日 - スンガイ・ブロー-カジャン線の駅が開業。

## 駅構造
KLモノレールは高架駅舎、スンガイ・ブロー-カジャン線は地下駅舎であり、互いに連絡する通路は無い為、地上乗り換えとなる。
KLモノレールの高架駅舎はイスマイル通り上にあり、プラットホームは相対式2面2線を有する。改札口・駅出入口はそれぞれ上りホーム、下りホームと直結しており、ホーム中央部に跨線橋が設置されている。
スンガイ・ブロー-カジャン線の地下駅舎はブキッ・ビンタン通りの地下にあり、プラットホームは方向別単式ホーム1面1線の2層構造である。地下2階がカジャン方面、地下4階がスンガイ・ブロー方面になっている。

### のりば
| 1      | 8 KLモノレール | ブキッ・ナナス・ティティワンサ方面                     |
| 2      | 8 KLモノレール | ハン・トゥア・KLセントラル方面                         |
| 1(B2F) | 9 カジャン線   | マルリ・バンダル・ウタマ・カジャン方面                 |
| 2(B4F) | 9 カジャン線   | パサール・スニ・タマン・コノート・スンガイ・ブロー方面 |

## 駅周辺
駅はクアラルンプールでも有数の繁華街ブキッ・ビンタン地区の中心にあり、周辺にはデパートやショッピングモール、ホテルなどが建ち並んでいる。ブキッ・ビンタン通り (Jalan Bukit Bintang) とスルタン・イスマイル通り (Jalan Sultan Ismail)が付近で交わっている。
- JONETZ by DON DON DONKI Lot10店(2021年3月19日オープン[3]) (Lot 10（英語版）)
- ブキッ・ビンタン・プラザ ( Bukit Bintang Plaza (BB Plaza))
- スンガイ・ワン・プラザ（英語版） ( Sungei Wang Plaza )
- プラザ・ロゥ・ヤット（英語版） ( Plaza Low Yat )
- KLプラザ（英語版） ( KL Plaza )
- スターバックス
- プラネット・ハリウッド
- パビリオン・クアラルンプール（英語版） ( Pavilion Kuala Lumpur )
- スターヒル・ギャラリー（英語版） ( Starhill Gallery )

### ホテル
- ウェスティン・ホテル
- JWマリオット・ホテル
- リッツ・カールトン・ホテル
- リージェント・ホテル
- ドーセット・リージェンシー・ホテル
- ラディウス・インターナショナル
- フェデラル・ホテル
- コロネード・ホテル
- キャピトル・ホテル
- アルファ・ジェネシス・ホテル
- スイスガーデン・ホテル

### 銀行
- HSBC
- May Bank（英語版）

## バス路線
- B103 : ブキッ・ビンタンKLモノレール - KLCC経由ティティワンサ - ブキッ・ビンタンKLモノレール
- U21 : ブキッ・ビンタンKLモノレール - AU3 ジェンタユ・メラルイ KLCC - ブキッ・ビンタンKLモノレール
- U24 : ブキッ・ビンタンKLモノレール - セクション2ワンサ・マジュ - ブキッ・ビンタンKLモノレール
- U27 : ブキッ・ビンタンKLモノレール - スリ・ニラム・アパートメント メラルイ・チェラス通り - ブキッ・ビンタンKLモノレール
- U31 : ブキッ・ビンタンKLモノレール - パンダン・インダ - ブキッ・ビンタンKLモノレール
- U32 : ブキッ・ビンタンKLモノレール - タマン・ダガン・メラルイ・カンプン・パンダン - ブキッ・ビンタンKLモノレール
- U44 : ブキッ・ビンタンKLモノレール - バンダル・スリ・ペルマイスリ。メラルイ・チェラス・フラット - ブキッ・ビンタンKLモノレール
- U45 : ブキッ・ビンタンKLモノレール - バンダル・トゥン・ラザク / タマン・ミダ - ブキッ・ビンタンKLモノレール
- U46 : ブキッ・ビンタンKLモノレール - タマン・デサ・バイドゥリ - ブキッ・ビンタンKLモノレール
- U47 : ブキッ・ビンタンKLモノレール - タマン・セガール / タマン・デサ・アマン - ブキッ・ビンタンKLモノレール
- U48 : ブキッ・ビンタンKLモノレール - デサ・プタリン - ブキッ・ビンタンKLモノレール
- U410 : ブキッ・ビンタンKLモノレール - バトゥ9チェラス経由タマン・メガッ・チェラス - ブキッ・ビンタンKLモノレール

## 隣の駅
ラピドKL
8 KLモノレール
インビ駅 (MR5) - ブキッ・ビンタン駅 (MR6) - ラジャ・チュラン駅 (MR7)
9 カジャン線
ムルデカ駅 (SBK17) - ブキッ・ビンタン駅 (SBK18A) - トゥン・ラザク・エクスチェンジ駅 (SBK20)